# 科兰·戴·布兰西
科兰·戴·布兰西（Collin de Plancy，1793年—1881年），本名雅克·奥古斯特·西门·柯林·戴·布兰西（Jacques Auguste Simon Collin de Plancy），是一名法國作家。他早年是一名出版商，後來寫作過許多魔鬼學相關作品，代表作為《地狱辞典》。